# Dogmersfield
Dogmersfield – wieś w Anglii, w hrabstwie Hampshire, w dystrykcie Hart. Leży 43 km na północny wschód od miasta Winchester i 59 km na południowy zachód od Londynu.